# Twierdza Łomża
Twierdza Łomża – carska twierdza, budowana od 1897 do 1909 roku jako ochrona terenów graniczących z Prusami Wschodnimi, a zwłaszcza strzegąca przeprawy przez Narew i Łomży – ówcześnie stolicy guberni, przez którą przebiegały ważne szlaki komunikacyjne.

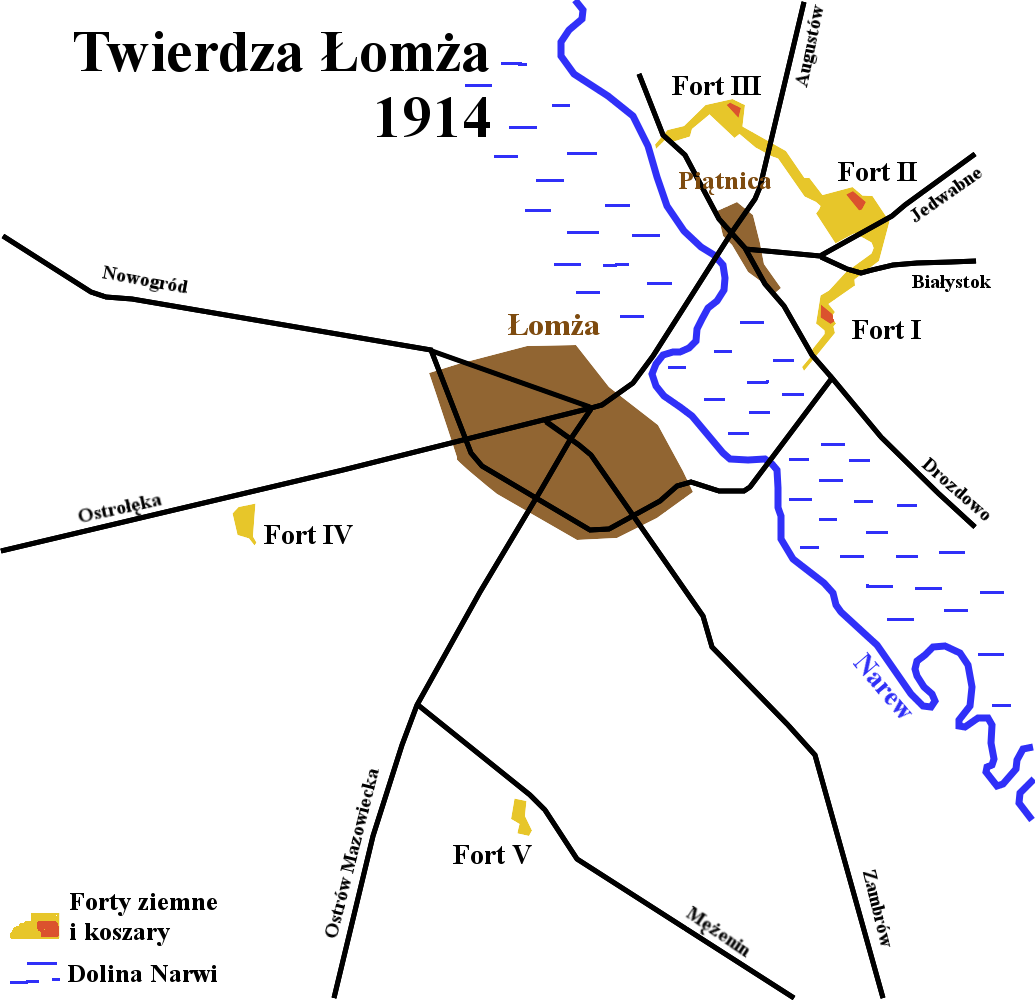
Forty twierdzy Łomża

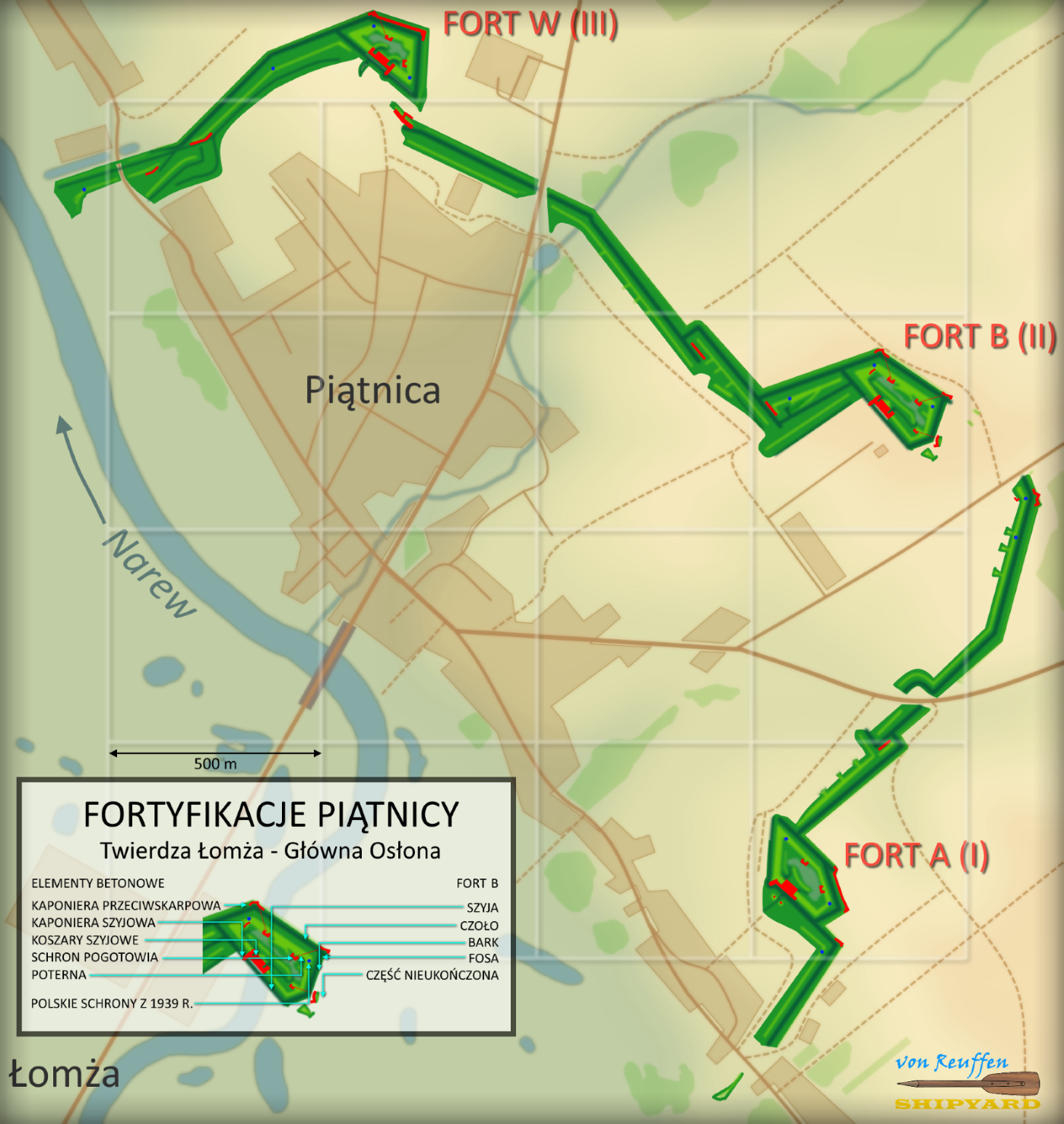
Twierdza Łomża – umocnienia w Piątnicy

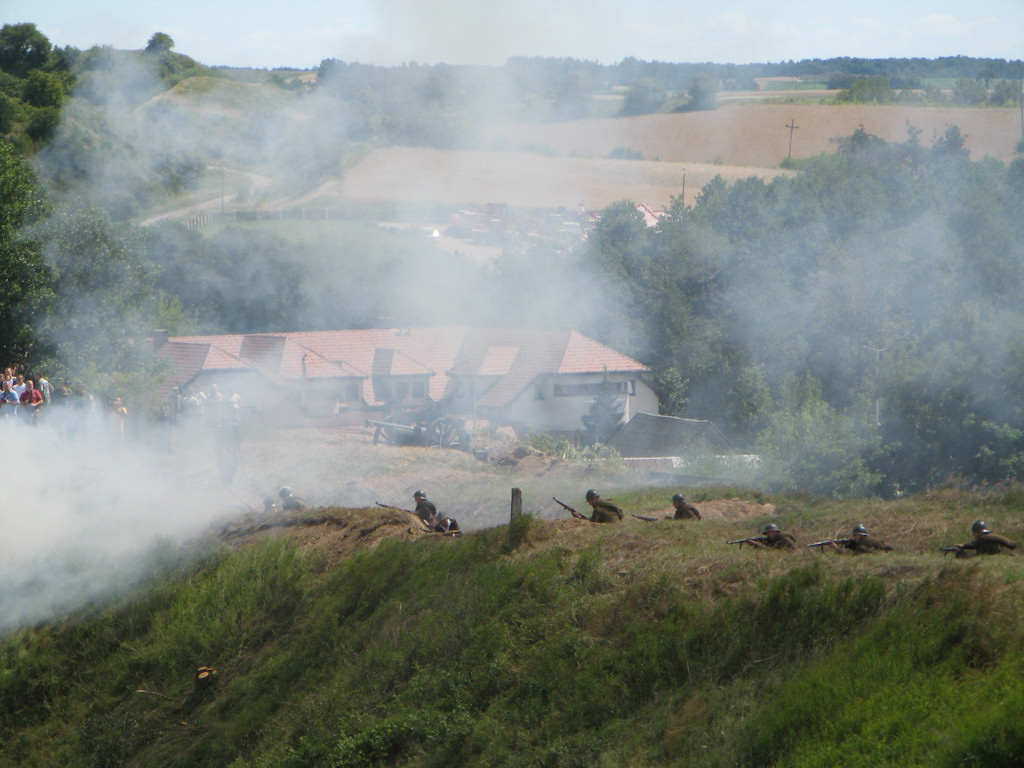
Rekonstrukcja obrony Łomży z 1920 roku (2008)

Twierdza Łomża miała stać się jednym z punktów rozległego rejonu wypadowego zawartego między liniami: Modlin-Warszawa-Dęblin; Dęblin-linia Wieprza-Płock- Włodawa i Modlin-Zegrze-Pułtusk-Różan-Ostrołęka-Łomża-Osowiec.
Pięć fortów twierdzy zaczęto budować w 1887 roku, w formie twierdzy okrężnej. Były to pierwotnie ziemne reduty: dwie (nr IV i V) na lewym brzegu Narwi, koło Łomży, a trzy (nr I, II i III) na prawym brzegu, wokół miejscowości Piątnica. Głównym budowniczym był generał Aleksiej Szoszin.
Następnie 3 forty w Piątnicy rozbudowano, korzystając z wzoru gen. Wieliczko z roku 1897. Dodano między innymi elementy betonowe, w tym koszary szyjowe, schrony pogotowia bojowego, kaponiery, podziemną komunikację poprowadzono w poternach. Oznaczono je numerami 1 (wschodni), 2 (środkowy) i 3 (zachodni), a następnie przemianowano, zgodnie z rosyjskim alfabetem, na A, B, W. W odróżnieniu od klasycznych twierdz fortowych, obiekty w Piątnicy połączono w ciągły pas obrony, z wałami, fosami, osłoniętą drogą do szybkiego przerzutu wojsk i zaopatrzenia, a także ze schronami biernymi i bojowymi. Forty te tworzyły razem obwarowanie ciągłe w odległości 1,5 km od przeprawy. Prawy kraniec opierał się o moczary i bagna nadrzeczne, lewy zaś o samą rzekę.
Ponadto planowano budowę pięciu nowych fortów, wysuniętych na przedpole Twierdzy – „Kalinowo”, „Rządkowo”, „Czarnocin”, „Jeziorko” i „Budy”. Prawdopodobnie rozbudowa nie wyszła poza fazę planowania.
W roku 1909 podjęto decyzję o kasacji twierdzy. Ostatecznie nie przystąpiono do wyburzania fortyfikacji, a jedynie zaprzestano dalszej rozbudowy.
Latem 1939 roku prawobrzeżne forty przygotowano do odparcia spodziewanego ataku wojsk niemieckich – wykopano rowy strzeleckie, ustawiono przeszkody przeciwpiechotne oraz wybudowano niewielkich 12 żelbetowych schronów bojowych.
Umocnienia twierdzy były aktywnie wykorzystywane podczas walk dwa razy:
1. Podczas walk obronnych w 1920 roku przeciwko idącym na Warszawę wojskom sowieckim. Twierdza skutecznie broniła przejścia od 28 lipca do 1 sierpnia 1920 roku i mogła się bronić nadal, jednak przegrana oddziałów ochotniczych pod Miastkowem i Nowogrodem zagroziła okrążeniem Łomży. Broniący opuścili umocnienia 2 sierpnia 1920 roku i wycofali się w kierunku Różana. Kilkudniowe powstrzymywanie wojsk sowieckich w tym rejonie pozwoliło wojskom polskim przygotować się do kontruderzenia pod Radzyminem.
2. Podczas kampanii wrześniowej umocnienia broniły Łomży przed atakującymi od strony Prus Wschodnich oddziałami niemieckimi. Obrona trwała od 7 do 10 września 1939. Zakończyła się wycofaniem oddziałów po kontrowersyjnym rozkazie dowódcy 18 Dywizji Piechoty, który zarządził odwrót.

Do chwili obecnej zachowały się Forty w Piątnicy i fort nr IV przy drodze na Ostrołękę. Obok fortu III znajduje się strzelnica sportowa z salą muzealną poświęconą m.in. historii twierdzy. Fort II ma prywatnego właściciela, jest zagospodarowany i udostępniany dla zorganizowanych imprez. Fort I ma prywatnego właściciela, ale teren jest niezagospodarowany.

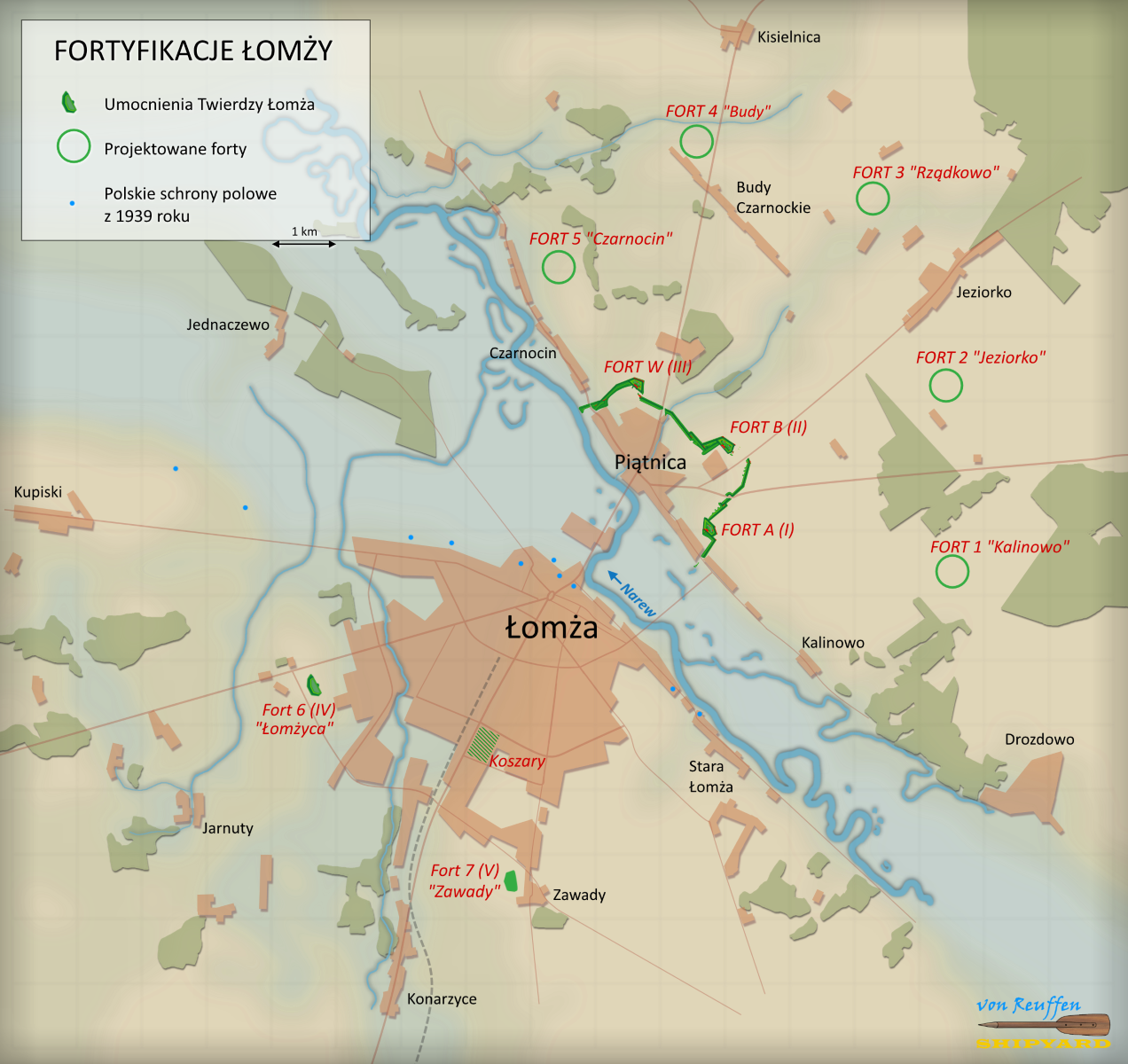
Umocnienia w okolicy Łomży

Położenie fortów:
- I – 53°11′15,36″N 22°06′32,01″E/53,187600 22,108892,
- II – 53°11′53,96″N 22°06′47,38″E/53,198322 22,113161,
- III – 53°12′20,61″N 22°05′44,96″E/53,205725 22,095822,
- IV – 53°10′18,04″N 22°01′41,17″E/53,171678 22,028103,
- V – 53°08′46,33″N 22°03′58,36″E/53,146203 22,066211.

14 września 2010 roku na terenie Fortu II twierdzy, położonego w Piątnicy Poduchownej, odsłonięto tablicę pamiątkową poświęconą ofiarom zbrodni katyńskiej i katastrofy polskiego Tu-154 w Smoleńsku.